# Port-Brillet
Port-Brillet è un comune francese di 1 978 abitanti situato nel dipartimento della Mayenne nella regione dei Paesi della Loira.

## Società

### Evoluzione demografica
Abitanti censiti